# Bertaucourt-Epourdon
Bertaucourt-Epourdon és un municipi francès situat al departament de l'Aisne i a la regió dels Alts de França. L'any 2007 tenia 565 habitants.

## Demografia

### Població
El 2007 la població de fet de Bertaucourt-Epourdon era de 565 persones. Hi havia 203 famílies de les quals 34 eren unipersonals (15 homes vivint sols i 19 dones vivint soles), 64 parelles sense fills, 75 parelles amb fills i 30 famílies monoparentals amb fills.
La població ha evolucionat segons el següent gràfic:
Habitants censats

### Habitatges
El 2007 hi havia 235 habitatges, 203 eren l'habitatge principal de la família, 19 eren segones residències i 13 estaven desocupats. 234 eren cases i 1 era un apartament. Dels 203 habitatges principals, 180 estaven ocupats pels seus propietaris, 22 estaven llogats i ocupats pels llogaters i 1 estava cedit a títol gratuït; 3 tenien dues cambres, 20 en tenien tres, 45 en tenien quatre i 135 en tenien cinc o més. 148 habitatges disposaven pel capbaix d'una plaça de pàrquing. A 62 habitatges hi havia un automòbil i a 124 n'hi havia dos o més.

### Piràmide de població
La piràmide de població per edats i sexe el 2009 era:
| Homes | Edats   | Dones |
| ----- | ------- | ----- |
| 0     | 95 o +  | 0     |
| 0     | 90 a 94 | 0     |
| 0     | 85 a 89 | 4     |
| 0     | 80 a 84 | 0     |
| 0     | 75 a 79 | 8     |
| 4     | 70 a 74 | 0     |
| 12    | 65 a 69 | 12    |
| 4     | 60 a 64 | 16    |
| 16    | 55 a 59 | 0     |
| 16    | 50 a 54 | 16    |
| 32    | 45 a 49 | 24    |
| 32    | 40 a 44 | 32    |
| 12    | 35 a 39 | 16    |
| 16    | 30 a 34 | 16    |
| 20    | 25 a 29 | 12    |
| 24    | 20 a 24 | 16    |
| 24    | 15 a 19 | 44    |
| 8     | 10 a 14 | 24    |
| 16    | 5 a 9   | 20    |
| 8     | 0 a 4   | 12    |

## Economia
El 2007 la població en edat de treballar era de 378 persones, 253 eren actives i 125 eren inactives. De les 253 persones actives 232 estaven ocupades (131 homes i 101 dones) i 21 estaven aturades (9 homes i 12 dones). De les 125 persones inactives 43 estaven jubilades, 36 estaven estudiant i 46 estaven classificades com a «altres inactius».

### Ingressos
El 2009 a Bertaucourt-Epourdon hi havia 215 unitats fiscals que integraven 581,5 persones, la mediana anual d'ingressos fiscals per persona era de 16.374 €.

### Activitats econòmiques
Dels 9 establiments que hi havia el 2007, 1 era d'una empresa de fabricació d'altres productes industrials, 4 d'empreses de construcció, 1 d'una empresa de serveis i 3 d'empreses classificades com a «altres activitats de serveis».
Dels 6 establiments de servei als particulars que hi havia el 2009, 1 era un taller de reparació d'automòbils i de material agrícola, 1 fusteria, 2 lampisteries, 1 electricista i 1 perruqueria.
L'any 2000 a Bertaucourt-Epourdon hi havia 4 explotacions agrícoles.

## Equipaments sanitaris i escolars
El 2009 hi havia una escola maternal.

## Poblacions més properes
El següent diagrama mostra les poblacions més properes.